# التطهير الأول (فلم)
التطهير الأول (بالإنجليزية: The First Purge) هو فيلم ديستوبيا حركي رعب من إخراج جيرارد مكاري. وهو رابع أفلام سلسلة التطهير، إلا أنه يحكي عن بداية عملية التطهير السنوية، وهي عملية تدوم لـ12 ساعة تباح فيها كافة الجرائم في الولايات المتحدة. أخرج الأجزاء الثلاثة السابقة جيمس ديموناكو، والذي كتب السيناريو وأنتج هذا الجزء. الفيلم من بطولة وايلان نويل وليكس سكوت ديفيس وجويفان ويد ولورن فيليز وماريسا تومي. سيعرض الفيلم يوم 4 يوليو 2018 بواسطة يونيفرسال بيكشرز.

## فريق العمل
- وايلان نويل في دور ويليام[1]
- ليكس سكوت ديفيس[1]
- جويفان ويد[2]
- لورن فيليز[2]
- ماريسا تومي في دور د. ماي أبديل[3]
- ميلوني دياز
- مو مكراي
- ستيف هارس في دور فريدي
- تشينا لين

## الصدور
ستعرض يونيفرسال بيكشرز الفيلم يوم 4 يوليو 2018.

## روابط خارجية
- مقالات تستعمل روابط فنية بلا صلة مع ويكي بيانات

لا توجد روابط لمواقع التواصل الاجتماعي.